# Die Chroniken von Narnia: Der König von Narnia (1988)
Die britische Miniserie Die Chroniken von Narnia: Der König von Narnia aus dem Jahr 1988 ist eine Realverfilmung des ursprünglich ersten Romans der Fantasyserie Die Chroniken von Narnia von C. S. Lewis. Es ist die dritte filmische Bearbeitung des Stoffes seit der ITV-Serie von 1967 und dem Zeichentrickfilm von 1979.

## Handlung
London im August 1940: Die vier Geschwister Peter, Susan, Edmund und Lucy Pevensie werden zum Schutz vor Bombenangriffen während des Zweiten Weltkrieges zu Professor Digory Kirke, einem exzentrischen Einzelgänger, aufs Land geschickt. Hier finden sie durch die Tür eines magischen Kleiderschranks den Zugang zu Narnia, einer geheimnisvollen Welt, in der seit 100 Jahren Winter herrscht.
Es regiert die Weiße Hexe Jadis, die dem rechtmäßigen König von Narnia, dem Löwen Aslan, die Herrschaft streitig macht. Mit Hilfe des Fauens Tumnus  und anderer Narnianer gelingt es Peter, Susan und Lucy nicht nur, ihren durch die Weiße Hexe verzauberten Bruder Edmund zu befreien, sondern auch Aslan auf den Thron Narnias zu verhelfen. Auch sie selbst werden Großkönige von Narnia, die erst Jahre später den Rückweg in ihre eigene Welt finden.

## Hintergrund
Die Chroniken von Narnia: Der König von Narnia hält sich sehr detailliert an die Buchvorlage von Lewis und vermeidet großteils freie Interpretationen.
Während die Außenaufnahmen im Hawkstone Park in Weston-under-Redcastle (Shropshire) gedreht wurden, entstanden die Innenaufnahmen in einem schottischen Studio. Das Schloss der Weißen Hexe und das Schloss Cair Paravel sind, obwohl in der Geschichte zwei verschiedene Schauplätze, in der Realität ein und dasselbe: Manorbier Castle in Pembrokeshire.
Die Serie wurde zuletzt im Winter 1993/1994 vom ZDF ausgestrahlt.

## Besetzung und Synchronisation
Das Dialogbuch schrieb Rudolf Krause. Viele der Narnia-Synchronsprecher haben auch bei den Simpsons gesprochen.
| Rolle                  | Schauspieler      | Synchronsprecher |
| ---------------------- | ----------------- | ---------------- |
| Peter Pevensie         | Richard Dempsey   | Sandra Schwittau |
| Lucy Pevensie          | Sophie Wilcox     | Sabine Bohlmann  |
| Edmund Pevensie        | Jonathan R. Scott | Michaela Amler   |
| Susan Pevensie         | Sophie Cook       | Claudia Lössl    |
| Die Weiße Hexe         | Barbara Kellerman | Dagmar Heller    |
| Professor Digory Kirke | Michael Aldridge  | Norbert Gastell  |
| Mrs. MacReady          | Maureen Morris    | Margit Weinert   |
| Maugrim                | Martin Stone      | Fred Klaus       |
| Aslan                  | Ronald Pickup     | Manfred Erdmann  |

## Episodenliste
| Nr. (ges.) | Nr. (St.) | Deutscher Titel                     | Originaltitel                            | Erstausstrahlung Vereinigtes Königreich | Deutschsprachige Erstveröffentlichung (D/A/CH) |
| ---------- | --------- | ----------------------------------- | ---------------------------------------- | --------------------------------------- | ---------------------------------------------- |
| 1          | 1         | Lucys Abenteuer im Kleiderschrank   | The Lion, The Witch And The Wardrobe (1) | 13. Nov. 1988                           | 2. Jan. 1990                                   |
| 2          | 2         | Edmund und die falsche Königin      | The Lion, The Witch And The Wardrobe (2) | 20. Nov. 1988                           | 2. Jan. 1990                                   |
| 3          | 3         | Edmund im Banne der Weißen Hexe     | The Lion, The Witch And The Wardrobe (3) | 27. Nov. 1988                           | 3. Jan. 1990                                   |
| 4          | 4         | Aslan bricht das Eis                | The Lion, The Witch And The Wardrobe (4) | 4. Dez. 1988                            | 4. Jan. 1990                                   |
| 5          | 5         | Aslan im Kampf gegen die Weiße Hexe | The Lion, The Witch And The Wardrobe (5) | 11. Dez. 1988                           | 4. Jan. 1990                                   |
| 6          | 6         | Aslans Sieg über das Böse           | The Lion, The Witch And The Wardrobe (6) | 18. Dez. 1988                           | 6. Jan. 1990                                   |

## Auszeichnungen
Die Serie wurde 1989 viermal für den British Academy Television Award nominiert und gewann eine Trophäe:
- Beste Beleuchtung (Auszeichnung)
- Bester Kindersendung (Nominierung)
- Bestes Kostümdesign (Nominierung)
- Beste Maske (Nominierung)

Außerdem war die Serie für den Emmy in der Kategorie Beste Kindersendung (Outstanding Children's Program) nominiert.

## Neuverfilmung
Die Serie wurde 2005 unter gleichem Titel Die Chroniken von Narnia: Der König von Narnia (2005) als Spielfilm neu verfilmt. In den Hauptrollen agieren Georgie Henley (Lucy), Skandar Keynes (Edmund), William Moseley (Peter) und Anna Popplewell (Susan).